# Pennacook
Los pennacook eran una Confederación de tribus de indios algonquinos, cuyo nombre quería decir “encima de la colina”, y que estaba compuesta por los agawam, wamesit, nashua, souhegan, amoskeag, pennacook y winnipesaukee.

## Localización
Vivían en la cuenca del río Merrimac, en el centro de Nuevo Hampshire, Noreste de Massachusetts y sur de Maine.

## Demografía
En 1600 tenían unos 3.000 guerreros, pero en 1674 fueron reducidos a 1.250 individuos con 250 guerreros. Los últimos parlantes de su lengua murieron en 1924.

## Costumbres
Vivían de la caza, de la pesca y del cultivo del maíz. Eran semisedentarios y se movían estacionalmente a la busca de nuevos recursos alimentarios.
Eran vecinos de los abenaki y de los wampanoag, con quienes compartían muchas afinidades culturales.

## Historia
Su caudillo Passaconaway (m. 1679) fue el primero en establecer relaciones con los británicos, y mantuvo a su tribu neutral en las guerras entre franceses e ingleses. Su capital era Amoskeag (hoy Mánchester, Nuevo Hampshire) y su centro principal, Wamesit. 
La Guerra del Rey Philip en 1675 les dividió. Un grupo, dirigido por Kancamangus y su primo Pargus ayudaron a los wampanoag, y atacaron y arrasaron el asentamiento de Dover, pero los mohawk destruyeron su asentamiento en el lago Wiunnisquam y hubieron de huir a Connecticut. Más tarde se establecieron eventualmente en Schaghticoke (Renssehaer, Nueva York) con los mohicanos.
El otro grupo, hartos de la arrogancia y de los malos tratos de los blancos, dirigidos por el hijo de Passaconaway, Wonalancet (muerto en 1697), huyeron a Canadá y se establecieron en Sant François du Lac (Quebec), con la fracción sokoki de los abenaki.